# Alcelaphus buselaphus
L'alcelafo (Alcelaphus buselaphus Pallas, 1766) è una specie di antilope africana di prateria, descritta per la prima volta da Peter Simon Pallas nel 1766. Gli adulti misurano poco più di 1 m al garrese. I maschi pesano 125–218 kg, e le femmine sono leggermente più piccole. Il colore del manto varia a seconda della sottospecie, da quello color sabbia dell'alcelafo occidentale a quello quasi nero dell'alcelafo di Swayne. Le corna sono presenti in entrambi i sessi; misurano 45–70 cm di lunghezza, e la loro forma varia moltissimo da una sottospecie all'altra. Gli alcelafi possono vivere 11-20 anni in natura, e fino a 19 in cattività.
Gli alcelafi sono animali sociali che formano branchi di 20-300 individui. Di indole generalmente tranquilla, gli alcelafi possono diventare aggressivi quando vengono provocati. La loro dieta consiste prevalentemente di erba, alla quale si aggiungono, in ogni periodo dell'anno, piccole quantità di parti verdi e baccelli di erbe del genere Hyparrhenia. L'epoca della riproduzione varia in base alle stagioni, e dipende sia dalla sottospecie che dalla popolazione. Gli alcelafi raggiungono la maturità sessuale a uno o due anni di età. Dopo un periodo di gestazione di otto mesi, nasce un unico piccolo. L'alcelafo vive in savane, aree boschive e distese aperte.
Ognuna delle otto sottospecie di alcelafo ha un differente Conservazione. L'alcelafo bubalo è stato dichiarato estinto dall'Unione Internazionale per la Conservazione della Natura (IUCN) nel 1994. In passato l'alcelafo era presente in gran parte dell'Africa, ma le varie popolazioni hanno subito un drastico declino a causa della distruzione dell'habitat, della caccia, dell'espansione degli insediamenti umani e della competizione con i bovini domestici per il cibo. L'alcelafo è estinto in Algeria, Egitto, Lesotho, Libia, Marocco, Somalia e Tunisia. È stato introdotto in Swaziland e Zimbabwe. Costituisce una preda molto ambita per i cacciatori a causa della sua carne molto apprezzata.

## Etimologia
«Alcelafo» è l'italianizzazione del termine latino Alcelaphus, a sua volta forma composta derivata dal greco ἄλκη, «alce», e ἔλαϕος, «cervo». Il nome inglese della specie, hartebeest, deriva invece dall'afrikaans hertebeest. Tale nome gli venne attribuito dai boeri, che avevano notato la sua somiglianza con il cervo. In olandese, la parola hert significa «cervo», e beest significa «bestia». Il termine venne utilizzato per la prima volta nella letteratura sudafricana nel diario Daghregister dell'amministratore coloniale olandese Jan van Riebeeck nel 1660. Egli scrisse: «Meester Pieter ein hart-beest geschooten hadde (Il Signor Pieter [van Meerhoff] aveva abbattuto un alcelafo)».

## Evoluzione
Il genere Alcelaphus fece la sua comparsa circa 4,4 milioni di anni fa, in un clade comprendente anche i generi Damalops, Numidocapra, Rabaticeras, Megalotragus, Oreonagor e Connochaetes. Un'analisi effettuata sulla base di aspetti filogeografici ha suggerito la possibile comparsa della specie nell'Africa orientale. Si ritiene che da lì essa si sia successivamente diffusa al resto del continente. Le analisi filogenetiche hanno mostrato una prima e più antica diversificazione genetica avvenuta all'interno delle popolazioni meridionali e settentrionali di alcelafo. La linea evolutiva settentrionale si suddivise a sua volta in due ulteriori lignaggi, orientale e occidentale, probabilmente in seguito all'espansione della fascia di foreste pluviali nell'Africa centrale e alla conseguente contrazione degli habitat di savana durante un periodo di riscaldamento globale. Questi importanti eventi avvenuti durante l'evoluzione dell'alcelafo sono strettamente correlati a fattori climatici, che potrebbero aver giocato un ruolo di primaria importanza nella storia evolutiva della specie. Resti fossili di alcelafo rosso sono stati rinvenuti a Elandsfontein, Cornelia e Florisbad in Sudafrica, nonché a Kabwe in Zambia.
L'alcelafo è ben rappresentato in siti risalenti alle epoche natufiana e neolitica, nonché all'età del bronzo e del ferro. In Israele, resti di alcelafo esposti su terreno aperto sono stati trovati nel Negev e nelle pianure di Shephelah e di Sharon. I fossili più recenti sono stati rinvenuti a Tel Lachish. In epoca storica la specie era limitata alle distese aperte delle regioni più meridionali del Levante meridionale. Con tutta probabilità l'alcelafo veniva cacciato in Egitto, e ciò potrebbe aver portato alla diminuzione degli esemplari del Levante, separandoli dalla popolazione principale africana.

## Tassonomia
Descritto per la prima volta dallo zoologo e botanico tedesco Peter Simon Pallas nel 1766, l'alcelafo viene ancora indicato con il suo nome scientifico originario, Alcelaphus buselaphus. È l'unica specie del genere Alcelaphus. La specie può essere suddivisa in tre gruppi principali sulla base della struttura del cranio: il gruppo A. b. buselaphus (comprendente anche A. b. major), il gruppo A. b. tora (comprendente anche A. b. swaynei, A. b. cokii e A. b. lelwel) e il gruppo A. b. lichtensteinii (comprendente anche A. b. caama). Analisi genetiche più dettagliate indicano una maggiore affinità tra i gruppi A. b. buselaphus e A. b. tora.
La posizione tassonomica dell'alcelafo di Lichtenstein viene discussa da tempo. Gli zoologi Jonathan Kingdon e Theodor Haltenorth lo consideravano una sottospecie di A. buselaphus. Nel 1979, la paleontologa Elisabeth Vrba istituì un nuovo genere, Sigmoceros, appositamente per questo alcelafo, basandosi sulle sue maggiori affinità con il genere Connochaetes; in seguito, nel 1997, fu la stessa studiosa, dopo ulteriori studi, ad accantonare il nuovo genere. L'analisi del DNA mitocondriale non ha riscontrato alcuna prova tale da giustificare l'istituzione di un genere a parte. Nel corso della stessa analisi è stato dimostrato che la sottofamiglia degli Alcelafini è monofiletica, ed è stata scoperta una stretta affinità tra i generi Alcelaphus e Damaliscus - sia da un punto di vista genetico che morfologico.

### Sottospecie

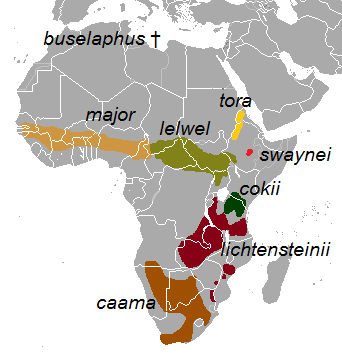
Distribuzione delle sottospecie.

Le sei specie di alcelafo riconosciute dai vecchi autori sono state successivamente considerate sottospecie, quando si è dimostrata possibile l'ibridazione tra alcune di loro. Le sottospecie riconosciute attualmente sono le seguenti: Queste sottospecie vengono trattate di nuovo come specie nell'ultima revisione di Groves & Grubb (2011).
- A. b. buselaphus † (Pallas, 1766), l'alcelafo bubalo o alcelafo settentrionale[14], era diffuso in passato nell'Africa settentrionale. L'ultimo esemplare venne abbattuto in Algeria, ed è stato dichiarato estinto nel 1996 dalla IUCN[15][16].
- A. b. caama (É. Geoffroy Saint-Hilaire, 1803), l'alcelafo rosso o alcelafo del Capo, è molto popolare tra gli appassionati di caccia grossa[17]. È ampiamente diffuso e comune in Africa e il numero di esemplari è in aumento[18]. Talvolta viene considerato come specie a parte, Alcelaphus caama[2].
- A. b. cokii Günther, 1884, l'alcelafo di Coke o kongoni, è originario di Kenya e Tanzania[19].
- A. b. lelwel (Heuglin, 1877), l'alcelafo lelwel, è diffuso in Repubblica Centrafricana, Ciad meridionale, Repubblica Democratica del Congo nord-orientale, Etiopia sud-occidentale, Kenya, Sudan del Sud, estremità nord-occidentale della Tanzania e Uganda settentrionale e occidentale[20]. La drastica diminuzione della popolazione ha confinato la maggior parte degli individui all'interno delle aree protette[21].
- A. b. lichtensteinii (Peters, 1849), l'alcelafo di Lichtenstein, abita le aree boschive di miombo dell'Africa orientale e meridionale. È stato considerato anche come specie separata[22]. È originario di Angola, Repubblica Democratica del Congo, Malawi, Mozambico, Sudafrica, Tanzania, Zambia e Zimbabwe[23].
- A. b. major (Blyth, 1869), l'alcelafo occidentale, è diffuso in una fascia di territorio compresa tra il Senegal e il Camerun settentrionale[24].
- A. b. swaynei (P. L. Sclater, 1892), l'alcelafo di Swayne, viene spesso confuso con l'alcelafo torà a causa dell'aspetto fisico molto simile[25]. È diffuso solamente in Etiopia e il numero di esemplari è in diminuzione[26].
- A. b. tora Gray, 1873, l'alcelafo torà, è diffuso in Etiopia nord-occidentale ed Eritrea[27].

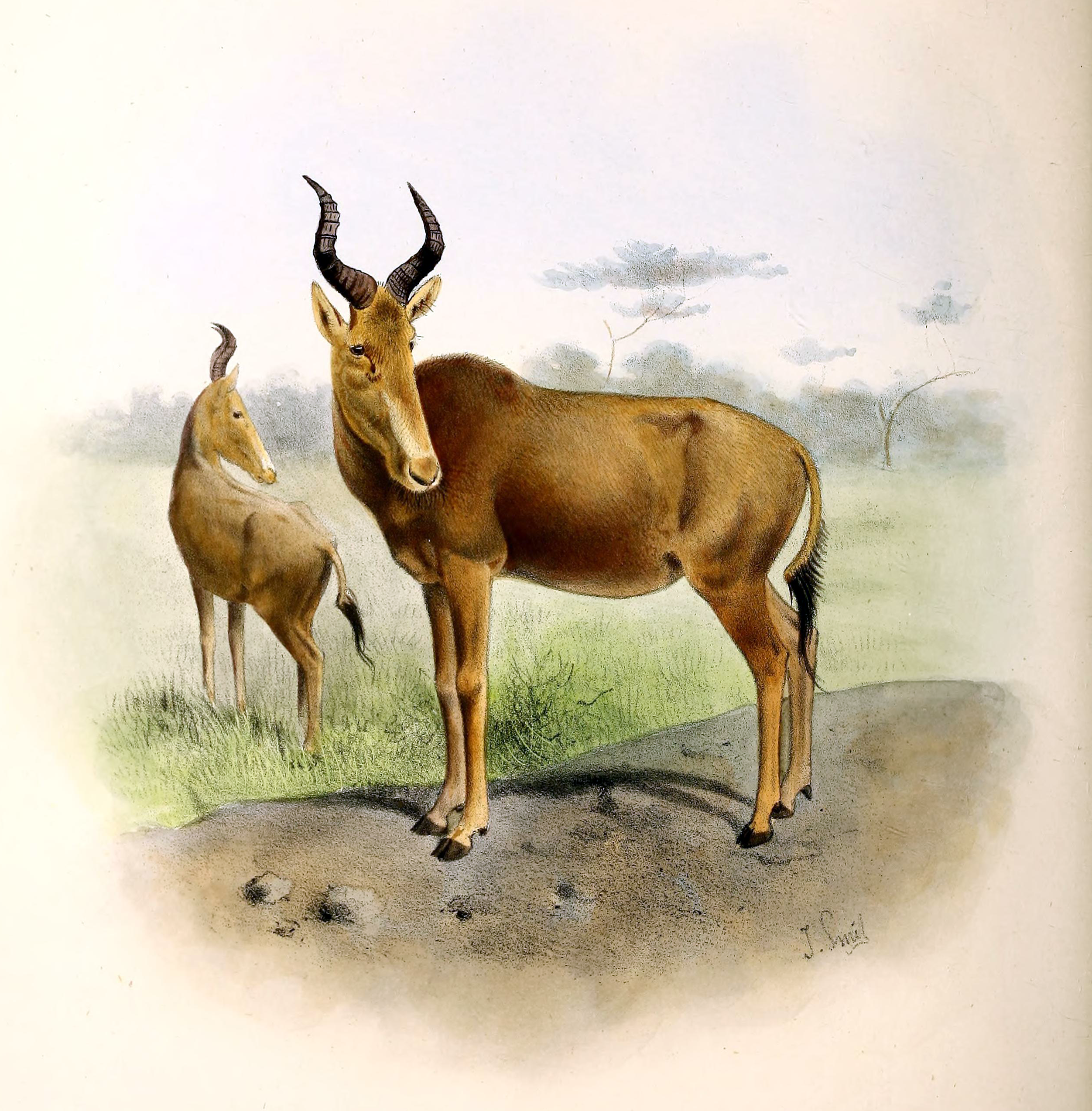
A. b. buselaphus.
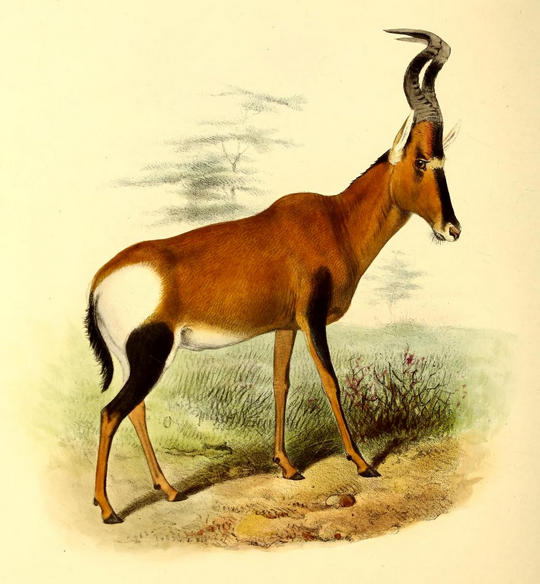
A. b. caama.
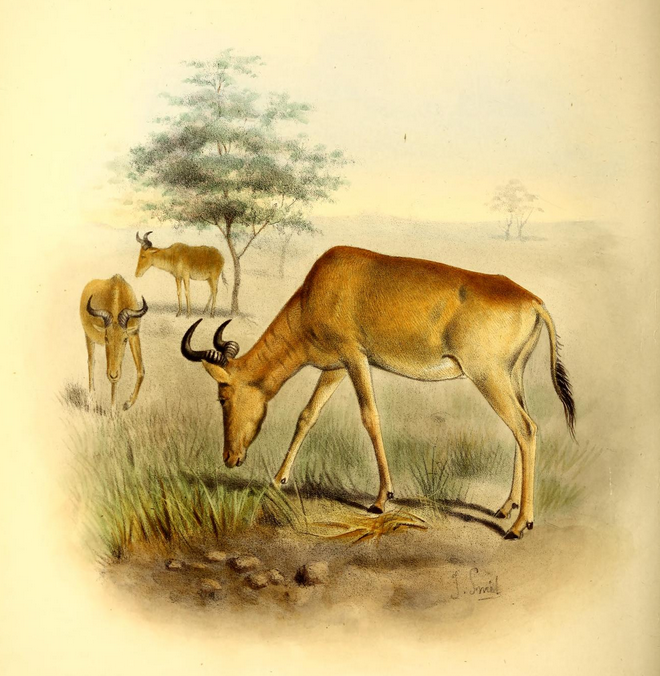
A. b. cokii.
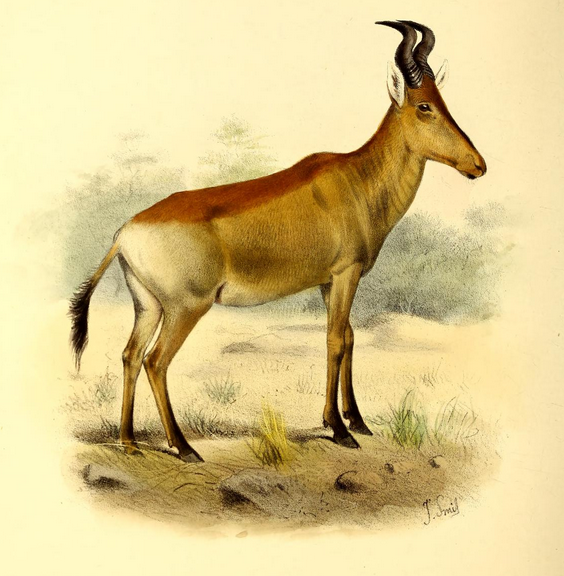
A. b. lichtensteinii.
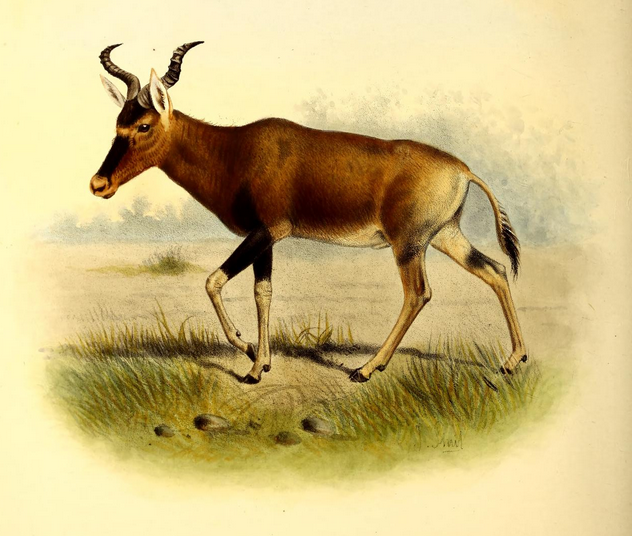
A. b. swaynei.

L'alcelafo di Jackson, un altro tipo di alcelafo, non ha una posizione tassonomica ben definita. Il primo esemplare noto di questo alcelafo fu quello ospitato allo zoo del Bronx (USA) nel 1913. Viene considerato un ibrido tra l'alcelafo lelwel e quello di Coke. Gli studiosi dell'IUCN/SSC Antelope Specialist Group (ASG) riferiscono che le antilopi nate dagli incroci tra un alcelafo del Kenya e un alcelafo lelwel dell'Uganda sono del tutto identiche nell'aspetto all'alcelafo di Jackson. L'African Antelope Database (1998) considera l'alcelafo di Jackson come un sinonimo dell'alcelafo lelwel. Questo alcelafo è presente nelle zone dove gli areali dell'alcelafo lelwel e di Coke si sovrappongono - nel Kenya occidentale e nel distretto di Karamoja (Uganda nord-occidentale). A ovest del Nilo è rimpiazzato dall'alcelafo lelwel.

### Genetica e ibridi
Sia nell'alcelafo rosso che nelle popolazioni di alcelafo di Swayne del santuario naturale di Senkele e del parco nazionale di Nechisar è stato riscontrato un alto grado di variabilità genetica. Anche tra le popolazioni di alcelafo di Swayne, quelli del santuario naturale di Senkele hanno mostrato una maggiore diversità genetica di quelli del parco nazionale di Nechisar. Molti aplotipi mitocondriali e alleli microsatelliti presenti con elevata frequenza tra gli esemplari di Senkele non erano presenti tra gli individui di Nechisar. Per questo motivo, i programmi di conservazione e riproduzione devono tenere conto di questo aspetto allo scopo di mantenere pura la diversità genetica di queste popolazioni.
Il numero diploide di cromosomi nell'alcelafo è 40. È risultata possibile la nascita di un maschio sterile frutto dell'ibridazione tra un alcelafo rosso e un blesbok (Damaliscus pygargus), il cui numero diploide di cromosomi è 38. Si ritiene che la sterilità dell'ibrido sia dovuta a problemi nella segregazione incorsi durante la meiosi. Altre possibili cause tirate in ballo per spiegare questa disfunzione sono l'azoospermia e un numero inferiore di cellule germinali nella sezione trasversale dei tubuli seminiferi.
Due forme ibride frutto di incrocio tra diverse sottospecie vengono riconosciute da alcune agenzie organizzatrici di battute di caccia grossa.
- Alcelaphus buselaphus lelwel × cokii. L'alcelafo dell'altopiano del Kenya è frutto di un incrocio tra l'alcelafo lelwel e quello di Coke. Rispetto all'alcelafo di Coke questo ibrido presenta una colorazione più chiara e dimensioni maggiori. Il manto è color camoscio chiaro, e la testa è più lunga di quella dell'alcelafo di Coke. Le corna, presenti in entrambi i sessi, sono più pesanti e lunghe di quelle dei genitori. Diffuso in passato lungo tutti gli altopiani occidentali del Kenya, tra il lago Vittoria e il Monte Kenya, oggi è relegato alla valle di Lambwe (Kenya sud-occidentale) e a Laikipia e alle zone vicine nel Kenya centro-occidentale[33].
- Alcelaphus buselaphus lelwel × swaynei. L'alcelafo di Neumann è così chiamato in onore del viaggiatore e sportivo A. H. Neumann. È il frutto dell'incrocio tra l'alcelafo lelwel e l'alcelafo di Swayne. Secondo lo zoologo statunitense Edmund Heller sarebbe un incrocio tra A. b. nakura, una sottospecie descritta dallo stesso autore, e A. b. lelwel[34]. La faccia è più lunga di quella dell'alcelafo di Swayne. Il colore del manto è bruno-dorato, più chiaro verso le regioni inferiori. Il mento è nerastro e il ciuffo della coda nero. Entrambi i sessi hanno corna più lunghe dell'alcelafo di Swayne. Le corna si sviluppano a formare una «V» allargata e sono diverse da quelle a forma di parentesi allargata dell'alcelafo di Swayne a da quelle a «V» ristretta dell'alcelafo lelwel. Diffuso in Etiopia, è presente in una piccola area a est del fiume Omo e a nord del lago Turkana estesa tra la zona a nord-est del lago Chew Bahir e il vicino lago Chamo[35].

## Descrizione

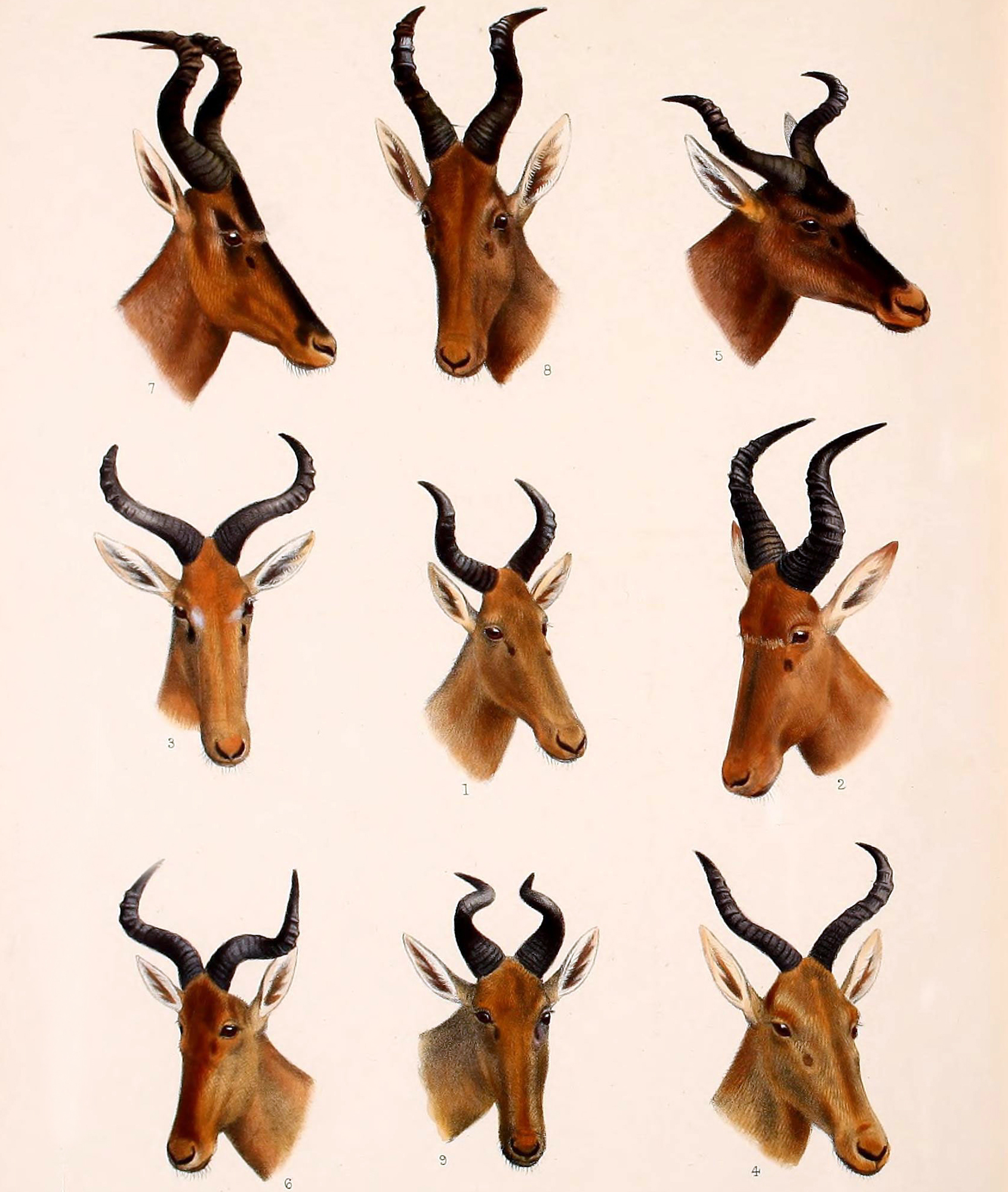
Sottospecie di alcelafo: alcelafo rosso (7), alcelafo lelwel (8), alcelafo di Swayne (5), alcelafo torà (3), alcelafo bubalo (1), alcelafo occidentale (2), alcelafo di Coke (6), alcelafo di Lichtenstein (9) e alcelafo di Neumann (4), da Great and Small Game of Africa.

L'alcelafo è alto poco più di 1 m al garrese, e misura 150–245 cm di lunghezza. Le femmine pesano 116–185 kg, i maschi 125–218 kg. La coda, lunga 30–70 cm, termina con un ciuffo nero. Le altre caratteristiche principali dell'alcelafo sono le lunghe zampe (che presentano spesso macchie nere), il collo breve e le orecchie appuntite. Oltre che per la lunga faccia, l'alcelafo si può distinguere da altre antilopi anche per il grande petto e per la schiena molto inclinata, più alta alla regione del garrese che alla groppa. Può vivere 11-20 anni in natura e fino a 19 anni in cattività. L'alcelafo condivide alcune caratteristiche fisiche con i damalischi (genere Damaliscus), quali la faccia stretta e allungata, la forma delle corna, la consistenza e la colorazione del mantello e il ciuffo terminale di peli della coda. Lo gnu, invece, ha cranio e corna più specializzate rispetto all'alcelafo.
Il manto è generalmente breve e lucente. La sua colorazione varia a seconda della sottospecie; il grosso alcelafo occidentale ha un manto chiaro e uniforme, color bruno-sabbia, mentre quello dell'alcelafo torà è scuro. L'alcelafo rosso, come indica il nome, ha un manto completamente di questo colore. L'alcelafo di Coke è fulvo-rossastro sulle regioni superiori e di colore più chiaro su quelle inferiori. L'alcelafo lelwel è bruno-rossastro. Nell'alcelafo di Lichtenstein le regioni superiori sono bruno-rossastre, ma i fianchi sono marroncini e il posteriore biancastro. Presenta inoltre strisce scure sulle zampe anteriori. Gli alcelafi di Swayne e torà sono molto simili nell'aspetto, ed entrambi possiedono testa piccola, manto scuro e corna simili. L'alcelafo di Swayne è il più piccolo dei due e ha corna leggermente più corte e pesanti. I peli che ricoprono il corpo, di trama fine, sono lunghi circa 25 mm. L'alcelafo possiede ghiandole preorbitali con un dotto centrale. Esse secernono un fluido maleodorante scuro negli alcelafi di Coke e di Lichtenstein, mentre nell'alcelafo lelwel producono una secrezione incolore.
In tutte le sottospecie entrambi i sessi sono muniti di corna, ma quelle delle femmine sono più sottili. Le corna possono raggiungere 45–70 cm di lunghezza. Esse sono leggermente incurvate all'esterno e, verso la punta, all'interno. Quasi tutta la parte basale delle corna presenta dei caratteristici anelli. La forma delle corna varia da una sottospecie all'altra. L'alcelafo rosso ha corna a forma di «Z», mentre quello di Lichtenstein le ha a forma di «S» spiegazzata. Sia l'alcelafo di Swayne che quello torà hanno corna a forma di lira. Quelle dell'alcelafo lelwel sono spesse e a forma di «V» e quelle dell'alcelafo di Coke sono corte, spesse e a forma di parentesi. L'alcelafo occidentale ha imponenti corna a forma di «U». Le corna vengono usate per difendersi dai predatori e nei combattimenti tra maschi per il predominio durante la stagione degli amori.
L'alcelafo mostra un dimorfismo sessuale poco marcato, in quanto entrambi i sessi possiedono le corna e hanno dimensioni simili. Il grado di dimorfismo sessuale varia a seconda della sottospecie. I maschi pesano l'8% in più delle femmine negli alcelafi di Swayne e di Lichtenstein, e il 23% in più nell'alcelafo rosso. Nel corso di uno studio, il maggiore dimorfismo è stato riscontrato nel peso del cranio. Nel corso di un altro studio, la durata della stagione degli amori è risultata correlata con l'altezza dei peduncoli (le strutture ossee sulle quali crescono le corna) e il peso del cranio, nonché con la circonferenza delle corna.

## Biologia

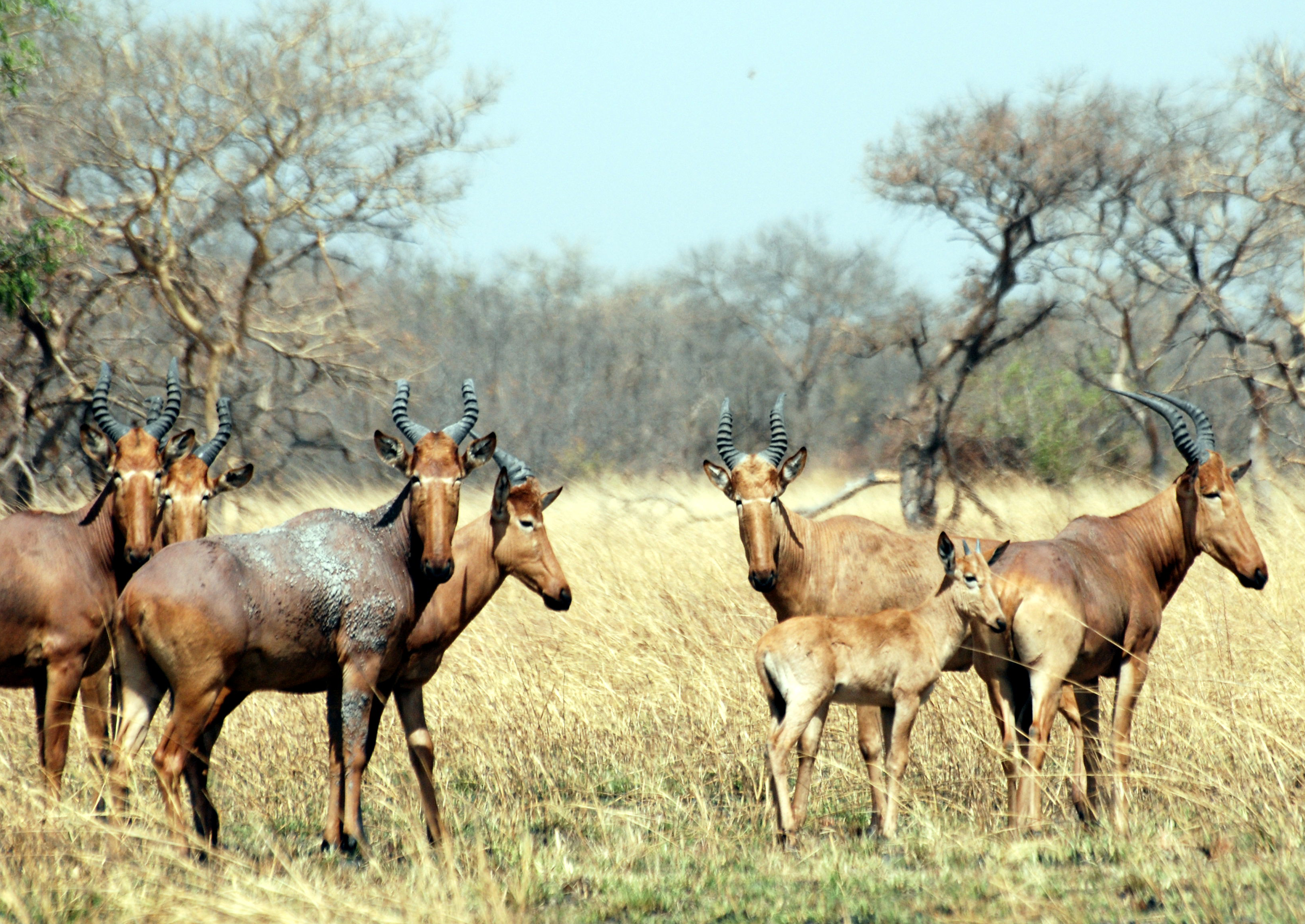
Un branco di alcelafi.

Come la maggior parte delle antilopi, l'alcelafo è un animale diurno. Pascola di primo mattino e nel tardo pomeriggio, e riposa all'ombra durante le ore più calde del giorno. È un animale sociale, e forma branchi composti anche da 300 esemplari. Le mandrie più numerose si incontrano nei luoghi maggiormente ricchi di erba. Il branco più numeroso di cui siamo a conoscenza era composto da 10.000 animali. I membri di un branco possono essere suddivisi in quattro gruppi: maschi adulti territoriali, maschi adulti non territoriali, maschi giovani, e femmine con i piccoli. Le femmine formano gruppi di 5-12 animali, nei quali si possono trovare fino a quattro generazioni di piccoli. Le femmine combattono per il predominio del branco. Litigi tra maschi e femmine sono comuni. A tre o quattro anni di età, i maschi possono cercare di ottenere la supremazia su un territorio e un branco di femmine. Un maschio residente difende il proprio territorio e può attaccare i suoi simili se viene provocato. Il maschio marca i confini del territorio con cumuli di escrementi. L'inizio di un combattimento è segnato da una serie di movimenti della testa e di posture, nonché dalla deposizione di escrementi in apposite pile. Gli avversari si lasciano cadere sulle ginocchia e, dopo essersi colpiti con la testa, iniziano a lottare, con le corna incastrate. Ognuno cerca di piegare la testa dell'avversario da un lato per pugnalare il collo e le spalle con le corna. I maschi generalmente perdono il controllo del proprio territorio dopo sette od otto anni. Il caso documentato di un alcelafo che ha dato una testata a un ciclista è stato interpretato come un comportamento territoriale.
Durante il pascolo, un esemplare rimane di guardia, spesso salendo su un termitaio per poter spingere lo sguardo più lontano. Nei momenti di pericolo, tutto il branco fugge disponendosi in fila indiana non appena il primo esemplare inizia a correre. L'alcelafo è più vigile e cauto di altri ungulati. Gli alcelafi adulti vengono predati da leoni, leopardi, iene e licaoni; ghepardi e sciacalli catturano solamente i giovani. Sia gli alcelafi che i damalischi producono deboli brontolii e grugniti. L'alcelafo utilizza i cumuli di escrementi come segnale olfattivo e visivo. I branchi migrano solamente nei periodi di estrema necessità, come durante calamità naturali e siccità. L'alcelafo è il più stanziale degli Alcelafini. Consuma inoltre minori quantità di acqua e ha il tasso metabolico più basso di tutti i membri della sottofamiglia.

### Parassiti
Dall'alcelafo sono stati isolati vari parassiti. Un alcelafo rosso del parco nazionale Kalahari Gemsbok ospitava specie di Cooperia, Impalaia nudicollis, Parabronema e Trichostrongylus. In nove alcelafi di Lichtenstein furono ritrovati esemplari di Estrini. Larve appartenenti ai generi Gedoelstia, Oestrus e Kirkioestrus vennero isolate dalle cavità nasali e dai seni paranasali. Nella testa di un unico animale venne rinvenuto un massimo di 252 larve, ma non venne riscontrata nessuna patogenicità. A Gobabis (Africa sud-occidentale) venne trovato un alcelafo rosso infestato da lunghi vermi sottili. Questi furono battezzati Longistrongylus meyeri in onore del loro scopritore, T. Meyer, e classificati nel genere Longistrongylus. In un altro caso, un alcelafo rosso era colpito da una teileriosi dovuta a parassiti di Rhipicephalus evertsi e del genere Theileria. I parassiti dell'alcelafo si possono rinvenire anche in gazzelle e gnu. A sud del Sahara, l'alcelafo può essere infestato da Loewioestrus variolosus, Gedoelstia cristata e G. hassleri. Le ultime due specie possono causare gravi patologie come la «malattia degli occhi sporgenti», che può portare a encefaliti. Negli anni sessanta, Robustostrongylus aferensis, un nematode dell'abomaso, venne scoperto in un kongoni dell'Uganda. Nematodi come Haemonchus contortus, Trichostrongylus axei e Cooperia curticei, cestodi come Moniezia expansa, Avitellina centripunctata e Stilesia globipunctata e paramfistomi come Setaria labiato-papillosa sono stati rinvenuti nel tratto digerente di un alcelafo occidentale.

### Alimentazione
Gli alcelafi sono erbivori, e la loro dieta consiste prevalentemente di erba. In uno studio effettuato nel Nazinga Game Ranch in Burkina Faso si è scoperto che la struttura del cranio dell'alcelafo facilita l'acquisizione e la masticazione di cibi altamente fibrosi. Rispetto all'antilope roana, l'alcelafo è meglio adattato per procurarsi e masticare la scarsa ricrescita di erbe perenni nei periodi in cui il foraggio è meno disponibile. L'erba costituisce generalmente almeno l'80% della dieta dell'alcelafo, ma durante la stagione secca, da ottobre a maggio, tale valore può salire fino a oltre il 95%. Il Jasminium kerstingii fa parte della dieta dell'alcelafo all'inizio della stagione delle piogge. Tra le due stagioni, gli alcelafi si nutrono soprattutto di erba del genere Culms. In ogni periodo dell'anno consumano piccole quantità di parti verdi e baccelli di erbe del genere Hyparrhenia. L'alcelafo può digerire una maggiore quantità di cibo rispetto ad altri bovidi. Nelle aree dove l'acqua è scarsa, può mangiare meloni, radici e tuberi.
In uno studio volto a stabilire la selettività alimentare di gnu, zebra e alcelafo di Coke, quest'ultimo è risultato essere il più selettivo. Tutti e tre gli animali preferivano la Themeda triandra al Pennisetum mezianum e alla Digitaria macroblephara. Durante la stagione secca veniva consumato un numero maggiore di specie di erba rispetto alla stagione delle piogge.

### Riproduzione

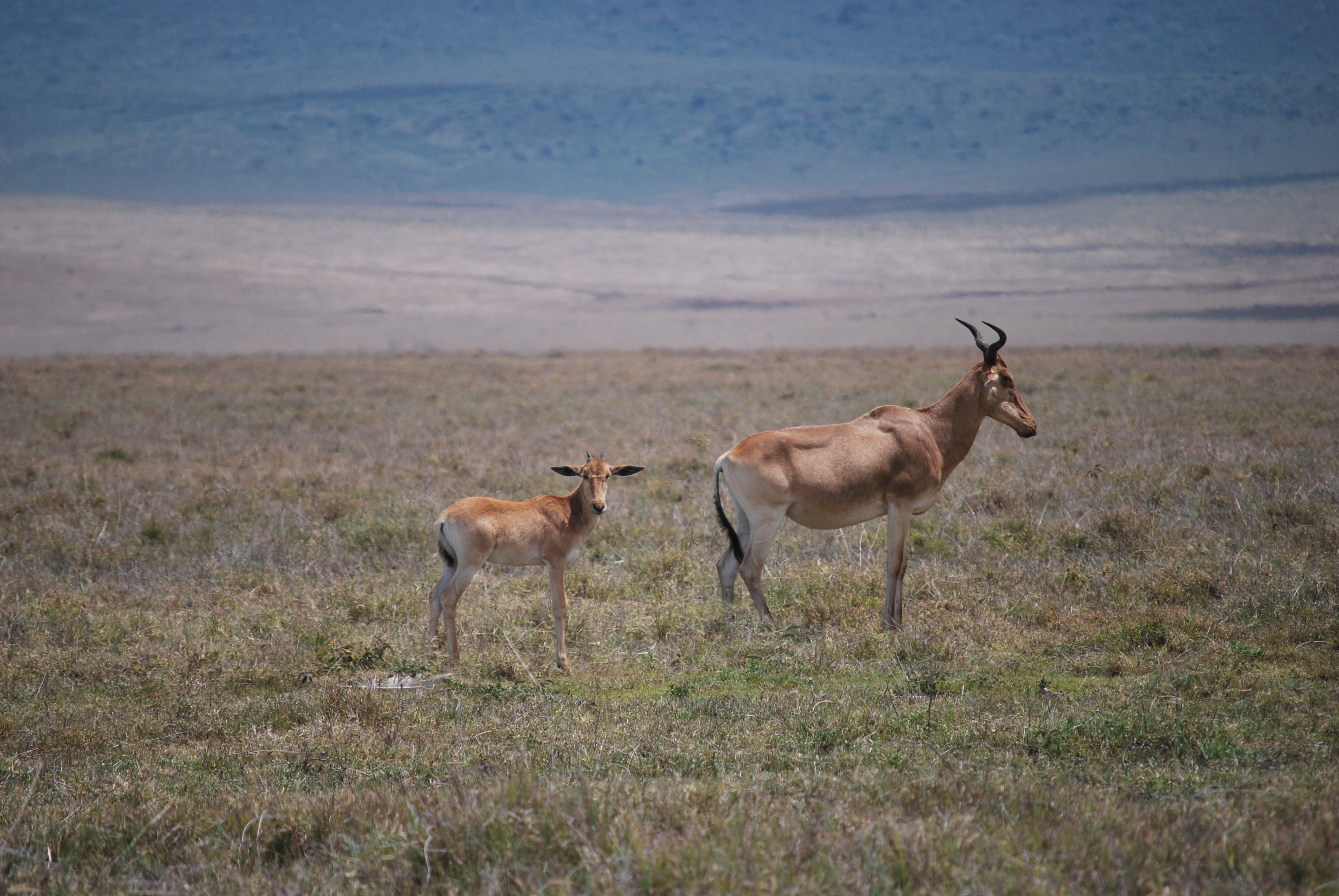
Un piccolo con la madre.

Gli alcelafi possono accoppiarsi in ogni periodo dell'anno. Dei picchi possono essere influenzati dalla disponibilità di cibo. Sia i maschi che le femmine raggiungono la maturità sessuale a uno o due anni di età. La riproduzione varia a seconda della sottospecie e della popolazione nel periodo degli accoppiamenti. Gli accoppiamenti hanno luogo nei territori difesi da un singolo maschio, per lo più in aree aperte degli altopiani o su crinali. I maschi possono combattere ferocemente per il predominio. Il maschio dominante annusa i genitali della femmina e, se essa è in estro, la segue. Talvolta una femmina sventola leggermente la coda per segnalare che è in calore. Il maschio cerca di bloccare la strada alla femmina. Quando essa si ferma, consente al maschio di montarla. L'accoppiamento avviene in modo rapido, e spesso viene ripetuto, anche due o più volte al minuto. In questo periodo ogni intruso viene cacciato via. Nei branchi numerosi, la femmina si accoppia con vari maschi. La gestazione dura circa 240 giorni, trascorsi i quali nasce un unico piccolo. Il neonato pesa circa 9 kg. Le femmine partoriscono nella boscaglia, diversamente da quelle degli gnu, che partoriscono in gruppo nelle pianure. Il piccolo è svezzato a quattro mesi. I giovani maschi accompagnano la madre per due anni e mezzo, più a lungo di altri Alcelafini.

## Distribuzione e habitat
Gli alcelafi abitano in savane aride e praterie boscose, e spesso si spostano verso aree più aride dopo le precipitazioni. Tollerano maggiormente le aree boschive di altri Alcelafini, e spesso si incontrano ai margini delle foreste. Sul Monte Kenya sono stati trovati alcelafi fino a 4000 m di quota. L'alcelafo rosso è noto per spostarsi su vaste aree, e le femmine vagabondano su territori di oltre 1000 km², mentre i territori dei maschi misurano circa 200 km² di estensione. Nel parco nazionale di Nairobi (Kenya) le femmine occupano territori individuali di 3,7-5,5 km², che non sono associati in modo particolare con alcun gruppo di femmine. In media i territori delle femmine sono grandi abbastanza da includere perfino quelli di 20-30 maschi.
In passato l'alcelafo era molto diffuso in Africa. Il numero di esemplari è diminuito drasticamente a causa della distruzione dell'habitat, della caccia, dell'espansione degli insediamenti umani e della competizione per il cibo con i bovini domestici. Le dimensioni delle varie sottospecie erano correlate con la produttività dell'habitat e con le precipitazioni. L'alcelafo è presente in Angola, Benin, Botswana, Burkina Faso, Camerun, Repubblica Centrafricana, Ciad, Repubblica Democratica del Congo, Eritrea, Etiopia, Gambia, Ghana, Guinea, Guinea-Bissau, Costa d'Avorio, Kenya, Mali, Namibia, Niger, Nigeria, Senegal, Sudafrica, Sudan, Sudan del Sud, Tanzania, Togo e Uganda. È estinto in Algeria, Egitto, Lesotho, Libia, Marocco, Somalia e Tunisia, ed è stato introdotto in Swaziland e Zimbabwe. Gli areali delle varie sottospecie di alcelafo differiscono molto tra di loro. Dopo essere stato reintrodotto in aree protette e fattorie, l'alcelafo rosso è divenuto molto diffuso, ed è l'unico alcelafo con una popolazione in aumento. È diffuso in quasi tutta l'Africa meridionale. Tutte le sottospecie di alcelafo, tranne l'alcelafo rosso (con una popolazione in aumento) e l'alcelafo di Lichtenstein (con una popolazione stabile), sono in diminuzione, e tre di esse sono in pericolo di estinzione: l'alcelafo torà, il lelwel e quello di Swayne. L'alcelafo torà è confinato all'Eritrea e all'Etiopia, l'alcelafo di Swayne a quattro aree protette, e l'alcelafo lelwel a poche aree protette.

## Conservazione

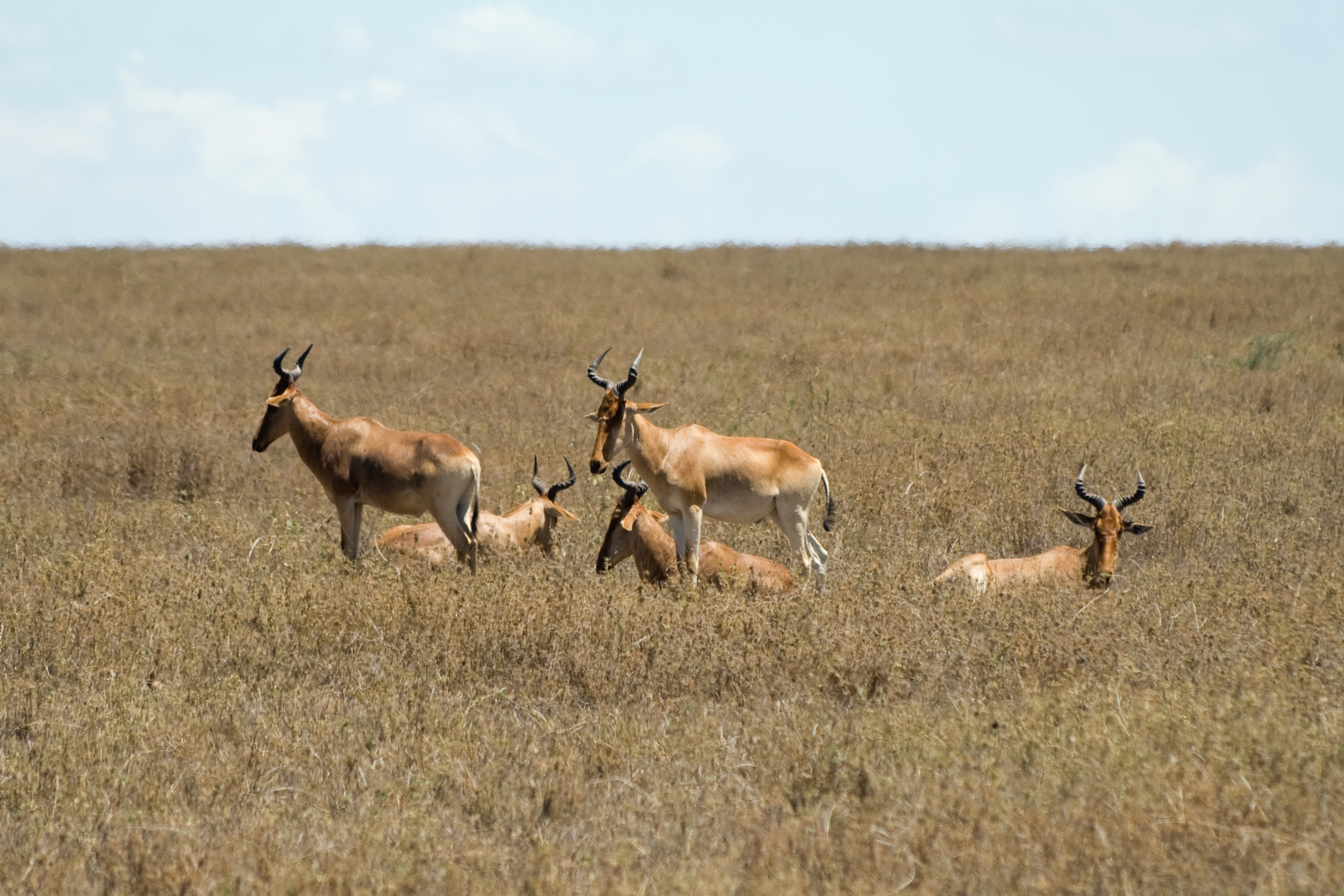
Alcelafi di Coke nel parco nazionale del Serengeti.

Ciascuna sottospecie di alcelafo viene classificata sotto un differente Conservazione dall'Unione Internazionale per la Conservazione della Natura (IUCN). Tuttavia, nel complesso, la specie viene classificata tra quelle a «rischio minimo». L'alcelafo rosso è quello più diffuso, e dopo la sua reintroduzione in aree protette e private il numero di esemplari è in aumento. Classificato tra le specie a «rischio minimo», la sua popolazione è stimata a oltre 130.000 esemplari, diffusi per lo più nell'Africa meridionale. L'alcelafo bubalo è stato dichiarato estinto nel 1994. L'esploratore tedesco Heinrich Barth, nei suoi scritti del 1857, citò le armi da fuoco e l'intrusione degli europei tra le motivazioni alla base della diminuzione del numero di esemplari di questa sottospecie. Scomparve in Tunisia alla fine del XIX secolo e l'ultimo esemplare venne abbattuto tra il 1945 e il 1954 in Algeria.
L'alcelafo di Coke è attualmente classificato tra le specie a «rischio minimo». Il numero di appartenenti a questa sottospecie è diminuito notevolmente a causa della distruzione dell'habitat, e oggi sono presenti circa 42.000 esemplari nella regione del Mara, nel parco nazionale del Serengeti e nel parco nazionale del Tarangire in Tanzania e nel parco nazionale dello Tsavo orientale in Kenya. La popolazione è in diminuzione, e il 70% degli esemplari vive in aree protette. L'alcelafo occidentale è considerato «prossimo alla minaccia»; ne rimangono circa 36.000 esemplari. Più del 95% degli esemplari vive in aree protette (come il Parco nazionale del Comoé) o nei loro dintorni, ma il numero di individui è in diminuzione perfino in queste zone. L'alcelafo di Lichtenstein è attualmente considerato a «rischio minimo», ed è presente in aree protette quali la Riserva di caccia del Selous e allo stato selvatico in Tanzania meridionale e occidentale e nello Zambia.
Le sottospecie più minacciate sono l'alcelafo torà, lelwel e di Swayne. L'alcelafo torà è classificato tra le specie «in pericolo critico», dal momento che ne rimangono meno di 250 esemplari adulti. Probabilmente scomparso in Sudan, sopravvive in numero ridotto in Eritrea ed Etiopia. L'alcelafo di Swayne è classificato tra le specie «in pericolo», ma rischia di essere riclassificato tra quelle «in pericolo critico». Ne rimangono in tutto meno di 600 esemplari, tra cui circa 250 esemplari adulti, confinati in quattro aree protette principali: il santuario naturale di Senkele, il parco nazionale di Nechisar, il parco nazionale d'Awash e il parco nazionale di Mazie. Gli alcelafi di Senkele sono costretti a competere con gli animali domestici del popolo Oromo. Uno studio effettuato nel parco nazionale di Nechisar nel 2009 e 2010 ha indicato il notevole incremento del bestiame degli Oromo (aumentato del 49,9% e del 56,5% nel 2006 e nel 2010, rispettivamente), lo sfruttamento illegale di risorse naturali e la perdita dell'habitat come maggiori minacce per la sopravvivenza delle popolazioni di alcelafi di Swayne ivi presenti. L'alcelafo lelwel è considerato «in pericolo», e il numero di esemplari è diminuito notevolmente dagli anni ottanta, quando se ne contavano oltre 285.000. All'epoca era diffuso prevalentemente nella Repubblica Centrafricana e nell'attuale Sudan del Sud. Oggi ne rimangono meno di 70.000. Questo alcelafo è presente in alcune zone dell'Omo meridionale, in Etiopia.

### Importanza economica
Gli alcelafi sono prede molto popolari tra gli appassionati di caccia grossa e di trofei a causa della loro carne, che è molto apprezzata. Pacchetti di viaggio per la caccia all'alcelafo sono disponibili online. L'alcelafo è facile da cacciare a causa della sua visibilità. In uno studio effettuato sugli esemplari abbattuti, tenendo conto del luogo e del sesso degli animali, il peso medio di carne ricavata dai maschi di alcelafo rosso catturati era di 79,3 kg e quello della carne ricavata dalle femmine di 56 kg. La carne degli animali provenienti dalla regione di Qua-Qua presentava il maggiore contenuto lipidico - 1,3 g ogni 100 g di carne. Differenze trascurabili vennero riscontrate nelle concentrazioni individuali di acidi grassi, amminoacidi e sali minerali. Lo studio considerò la carne di alcelafo molto sana, dal momento che presentava un rapporto tra acidi grassi polinsaturi e saturi di 0,78, leggermente superiore allo 0,7 raccomandato.
Nel corso di uno studio del 2013 sono stati analizzati campioni di carne di selvaggina in vendita in supermercati, all'ingrosso e in altri punti vendita. Lo studio ha rivelato che alcuni tipi di biltong di «cudù», «antilope saltante» o «struzzo» contenevano in realtà carne di alcelafo. Su 146 etichette, 100 presentavano una dicitura erronea, il che ha rivelato un problema importante nell'etichettatura della carne in Sudafrica.
È nota la proverbiale alta vitalità delle specie africane cacciabili, soprattutto nell'ambito delle varie antilopi. L'alcefalo (o "hartebeest" come è più comunemente conosciuto in lingua inglese), è una delle antilopi più resistenti ai colpi di arma da fuoco, per cui la sua caccia richiede calibri robusti e non di rado più colpi per l'abbattimento.